# Jan Marius Tomeš
Jan Marius Tomeš (20. září 1913, Olomouc – 11. srpna 2010, Praha) byl básník, esejista, historik umění, výtvarný teoretik, překladatel. Patřil do meziválečné generace básníků, která vstoupila do literatury na přelomu 30. a 40. let 20. století. Mezi jeho nejbližší přátele patřili i jeho současníci Jiří Orten, Ivan Blatný, Josef Kainar, Kamil Bednář a další.

## Život a dílo
Narodil se v Olomouci, ale dětství prožil ve městě Kunštát, které si zamiloval a kam se celý život vracel. Jeho otec byl notář a Jan Marius část mládí pobýval také v Brně, kde měl možnost vídat básníka Jiřího Mahena a seznámit se s poezií André Bretona; také se s velkým nadšením věnoval aviatice. Přispíval často do novin a časopisů té doby, z nichž některé vycházejí dodnes: Práce, Rovnost, Literární noviny, Výtvarná práce, Výtvarné umění, Studentský časopis a další. Svoji první básnickou sbírku Klubko Ariadnino, 1942 publikoval za okupace. Po válce vyšly ještě dvě sbírky veršů Za..., 1946 a Ruby, 1947. Jeho abstraktní lyrika však nenašla odezvu u představitelů poválečného politicko-kulturního zaměření našeho státu a nemohla být publikována.
V roce 1949 se oženil a po boku své ženy Heleny prožil celý život. Neměli žádné děti. Blízkým přítelem rodiny byl básník František Halas, který je pravidelně navštěvoval v Praze i v při letních pobytech v Kunštátě a byl inspirátorem díla J. M. Tomeše jako básníka i esejisty.
Po válce vystudoval autor obor dějiny umění na Filozofické fakultě Univerzity Karlovy. Od roku 1951 do r. 1958 pracoval jako vedoucí oddělení moderního umění v Národní galerii v Praze. V roce 1952 získal titul PhDr. Od roku 1959 až do vynuceného odchodu na počátku normalizace v roce 1971 přednášel dějiny umění na Vysoké škole uměleckoprůmyslové v Praze.
Byl autorem řady literárně a umělecko-historických studií, 13 zasvěcených monografií českých a 4 monografií zahraničních umělců, mnoha doprovodných textů v katalozích různých výstav a také knižních doslovů. Jeho výtvarně-teoretické komentáře k českému a světovému umění byly otištěny v domácích i zahraničních odborných časopisech. Byl také překladatelem, především, francouzské poezie a autorem řady esejů o literatuře a výtvarném umění, které vyšly souborně pod názvem Slovo a tvar, 2003. Zemřel v Praze v roce 2010 ve věku 96 let.

## Ocenění
- V roce 1999 se Jan M. Tomeš stal čestným občanem Kunštátu[1]

## Spisy

### Poezie
- Klubko Ariadnino, 1942,
- Za..., 1946,
- Ruby, 1947,
- Staré zahrady 1996,
- Z dálky času, 1997.

### Monografie
(publikované pod jménem Jan Tomeš)
- Jan Lauda, 1952,
- Alois Bubák, 1956,
- Jan Slavíček, 1957,
- Bohumír Dvorský, 1958,
- Josef Brož, 1960,
- Pierre Auguste Renoir, 1960,
- Jaroslav Grus, 1963,
- Paul Gauguin, 1963,
- Antonín Slavíček, 1966,
- Pier Luigi Nervi, 1967,
- Oskar Kokoschka, anglicky 1967, česky 1988,
- Antonín Slavíček, 1973,
- František Tichý. Malířské dílo, 1976,
- Antonín Chittussi, 1980,
- Sochař Josef Wagner, 1985,
- Jindřich Prucha 1987,
- Jan Souček 1991.

### Překlady
- Gérard de Nerval: Chiméry, 1966,
- Charles Baudlaire: Hořké propasti (výbor z Květů zla), 1966,
- Antologie surrealismu: Magnetická pole 1967,
- Edgar Degas: Osm sonetů 1972,
- Stéphane Mallarmé: Souhlas noci - část, 1977, 2002, 2 sv. vč. Mallarméovské studie: Lampa v Touronu,
- Suzanne Renaud: Tušený úsvit, 1982,
- Suzanne Renaud: K podzimu, (Vers l'automne), 1992,
- Gérard de Nerval: Chiméry a Aurélie, 2003,
- Charles Baudlaire: Z květů zla (Des Fleurs du Mal), 2009.

### Výbor z esejů
- Slovo a tvar, 2003.